# Guerra de Independência da Eritreia
A Guerra de Independência da Eritreia (1 de setembro de 1961 - 25 de maio de 1991) foi um conflito em que o governo da Etiópia lutou contra forças separatistas da Eritreia antes e durante a guerra civil etíope.
A guerra começou quando a autonomia da Eritreia pela Etiópia, onde as tropas já estavam estacionadas, foi unilateralmente revogada. A Eritreia tornou-se parte da Etiópia após a Segunda Guerra Mundial, quando os dois territórios foram libertados da ocupação italiana. A Etiópia alegou que a Eritreia era parte da Etiópia, especialmente querendo manter o acesso ao Mar Vermelho. Após o golpe marxista-leninista na Etiópia em 1974, que derrubou a antiga monarquia, os etíopes contaram com o apoio da União Soviética até o final da década de 1980, quando a glasnost e a perestroika começaram a afetar as políticas externas de Moscou, resultando em uma retirada da ajuda.
A guerra durou 30 anos até que a Frente de Libertação do Povo da Eritreia (EPLF), depois de ter derrotado as forças etíopes na Eritreia, assumiram o controle do país. Em abril de 1993, num referendo apoiado pela Etiópia, o povo eritreu votou quase por unanimidade pela independência. O reconhecimento formal do Estado independente e soberano da Eritreia aconteceu nesse ano.
Os dois principais grupos travaram duas guerras civis durante a guerra de libertação da Eritreia. O conflito foi uma das grandes guerras de independência em que mulheres e homens travaram batalhas lado a lado pelo país.